# Wieskirche (Freising)

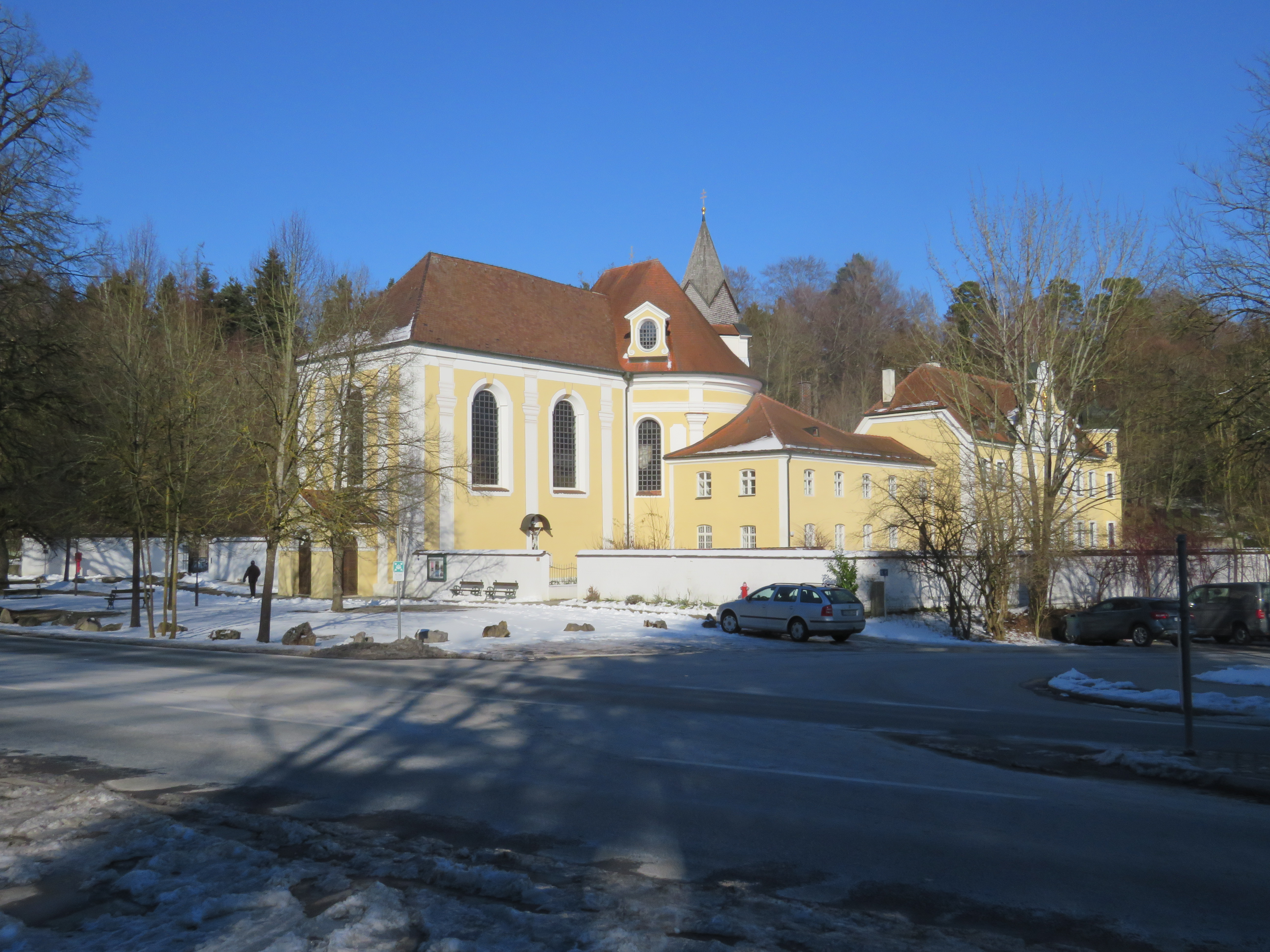
Wieskirche Freising

Die Wieskirche bei Freising ist eine katholische Wallfahrtskirche „Zum gegeißelten Heiland“ bei Freising in Oberbayern. Die Kuratie liegt im Norden von Freising am Waldrand an Straße in Richtung Zolling. Die Kirche ist das Ziel des Kreuzwegs zur Wies.

## Geschichte
Seit dem Jahr 1748 wurde in einer kleinen Holzkapelle ein Gemälde, das Abbild des gegeißelten Heilands der Wieskirche bei Steingaden, verehrt. Eine schnell wachsende Wallfahrt entstand. 1747/48 wurde ein kleines, querelliptisches Gebäude erbaut, dessen Entwurf wahrscheinlich aus der Hand des damaligen Freisinger Hofmaurermeisters Johann Lorenz Hirschstötter stammt. Zwischen 1759 und 1764 erfolgte dann ein Anbau eines Langhauses sowie die Erweiterung der Altäre. Die Zerstörung dieser Rokokoaltäre und die Errichtung spätklassizistischer Ersatzaltäre 1847/48 geht ebenso wie die Errichtung des aufgesetzten Glockenturms auf den Priester Mathias Ertle zurück, der von 1846 bis 1882 das Amt des Wiesseelsorgers bzw. ab 1852 des Wieskuraten ausübte. Angebaut wurden in dieser Zeit auch das Kuraten- und Mesnerhaus. Im Jahr 1903 wurde die Wies dem Orden der Augustiner-Eremiten übertragen.
Von 1947 bis 1955 wirkte der katholische Ordenspriester und Widerständler gegen das NS-Regime Ildefons Maria Dietz an der Wallfahrtskirche. Seither fungieren wiederum Ruhestandspriester als Wieskuraten. Seit Januar 2022 ist der emeritierte Weihbischof Bernhard Haßlberger als Nachfolger von Walter Brugger Kurat der Wieskirche.
Im Glockenstuhl des mit Schindelholz eingedeckten gedrungenen Kirchturms hängen drei Kirchenglocken aus Bronze:
| Glocke | Gießer                                | Gussjahr | Durchmesser | Gewicht | Schlagton |
| ------ | ------------------------------------- | -------- | ----------- | ------- | --------- |
| 1      | Glockengießerei Rudolf Perner, Passau | 2007     | 750 mm      | 265 kg  | d″+6      |
| 2      | Glockengießerei Johann Hahn, Landshut | 1951     | 515 mm      | 075 kg  | f″+2      |
| 3      | Glockengießerei Rudolf Perner, Passau | 1999     | 550 mm      | 100 kg  | g″+4      |

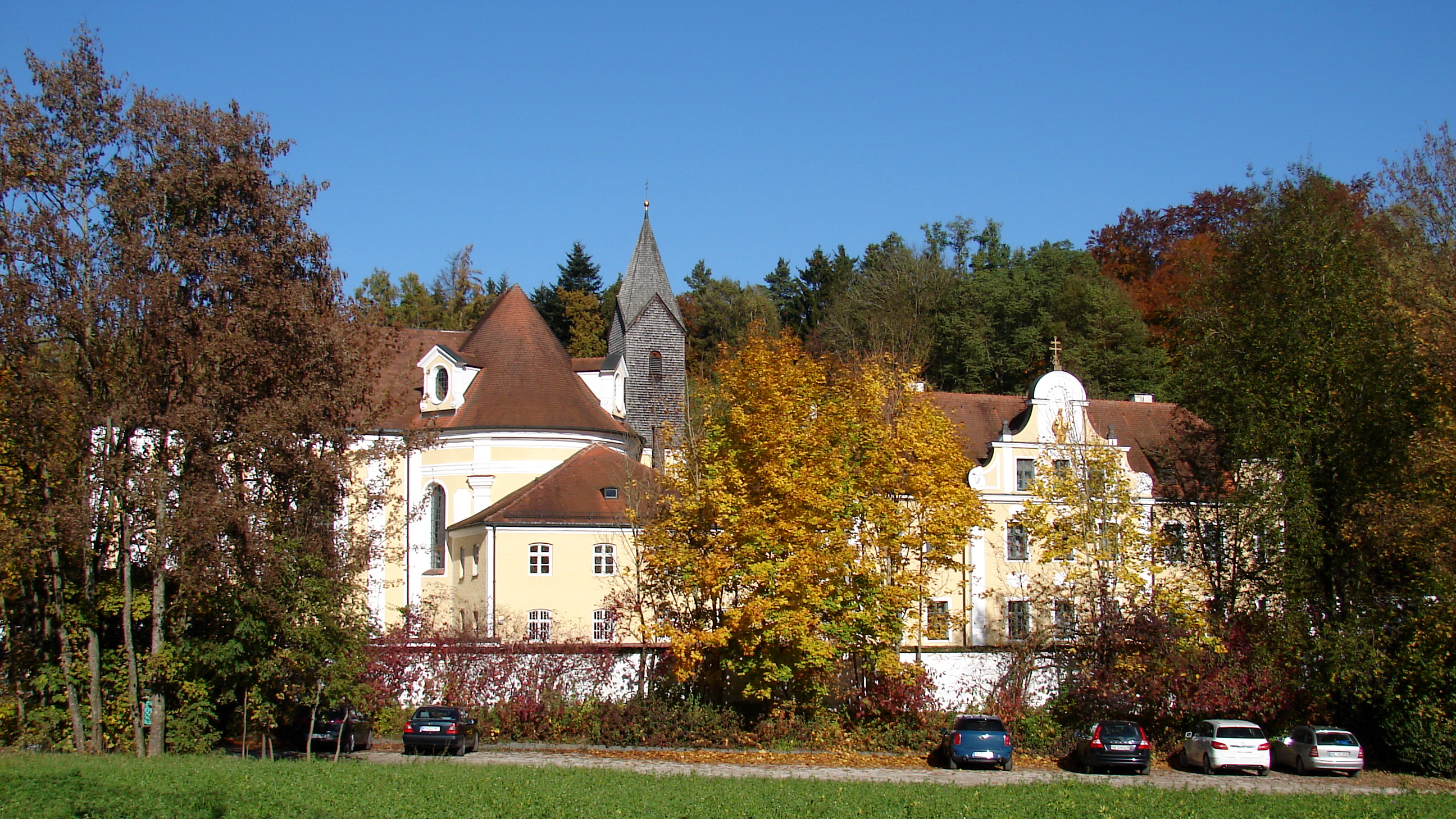
Wieskirche von Süden
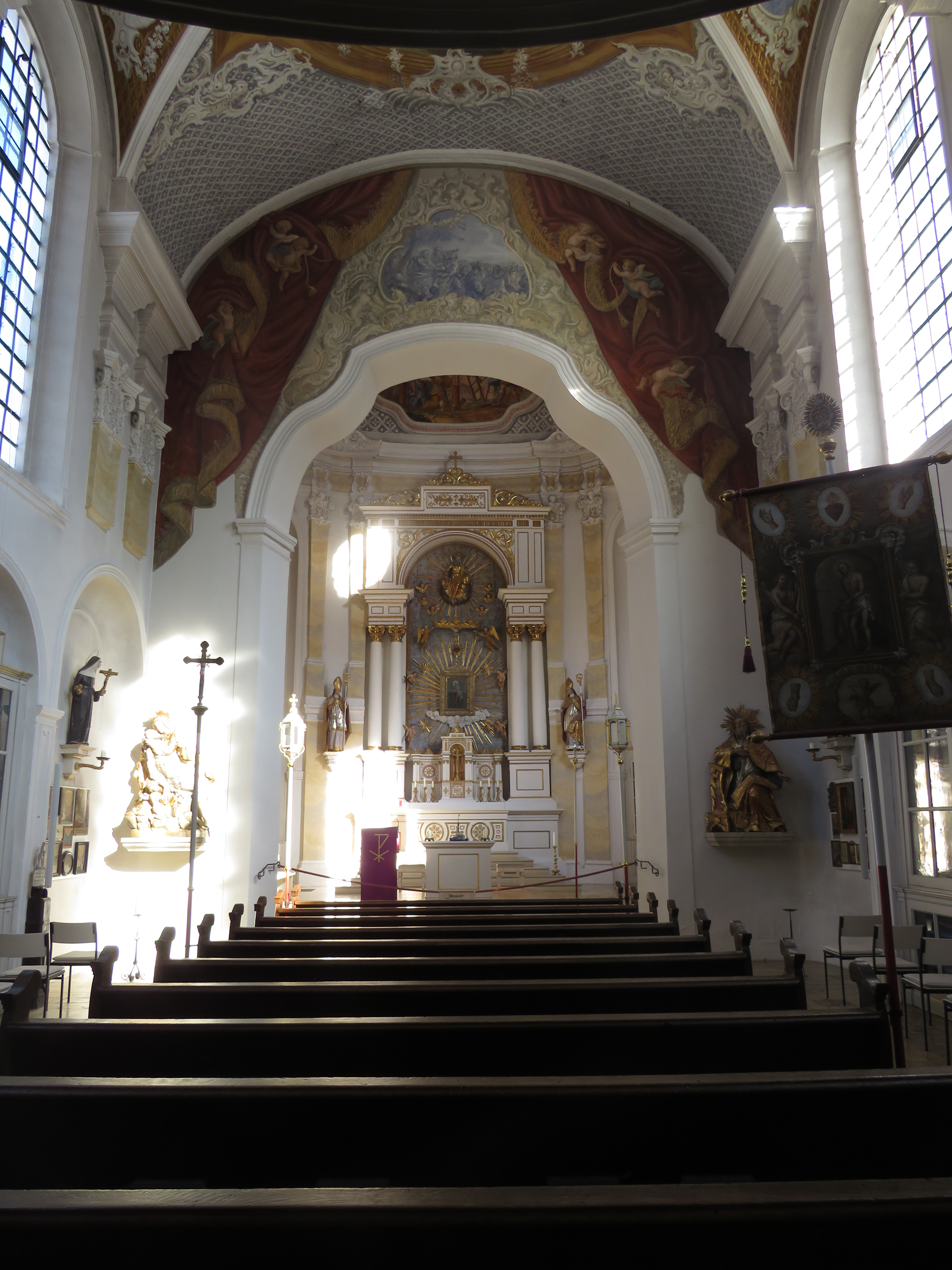
Innenraum
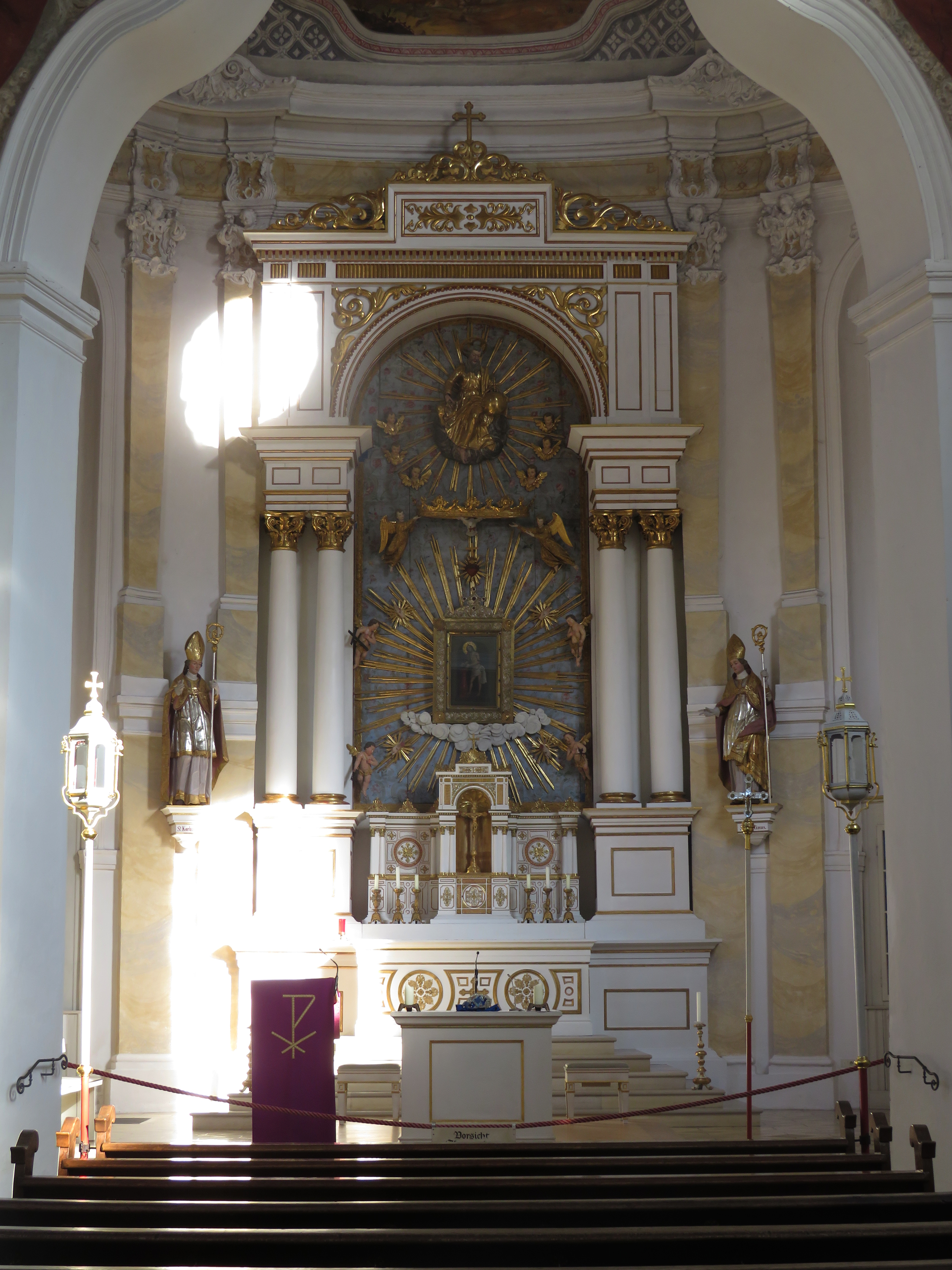
Altar
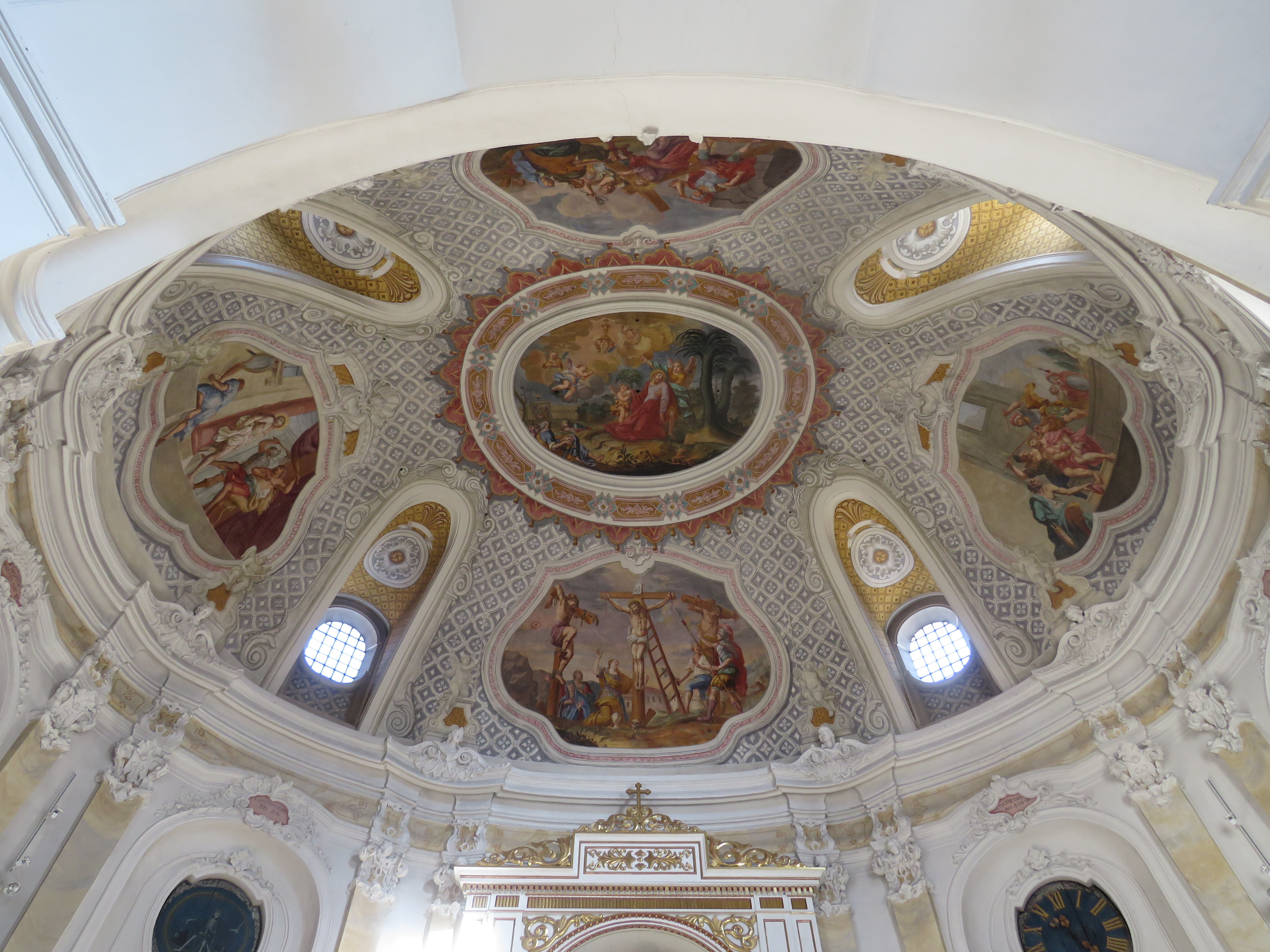
Deckenfresko im Altarraum
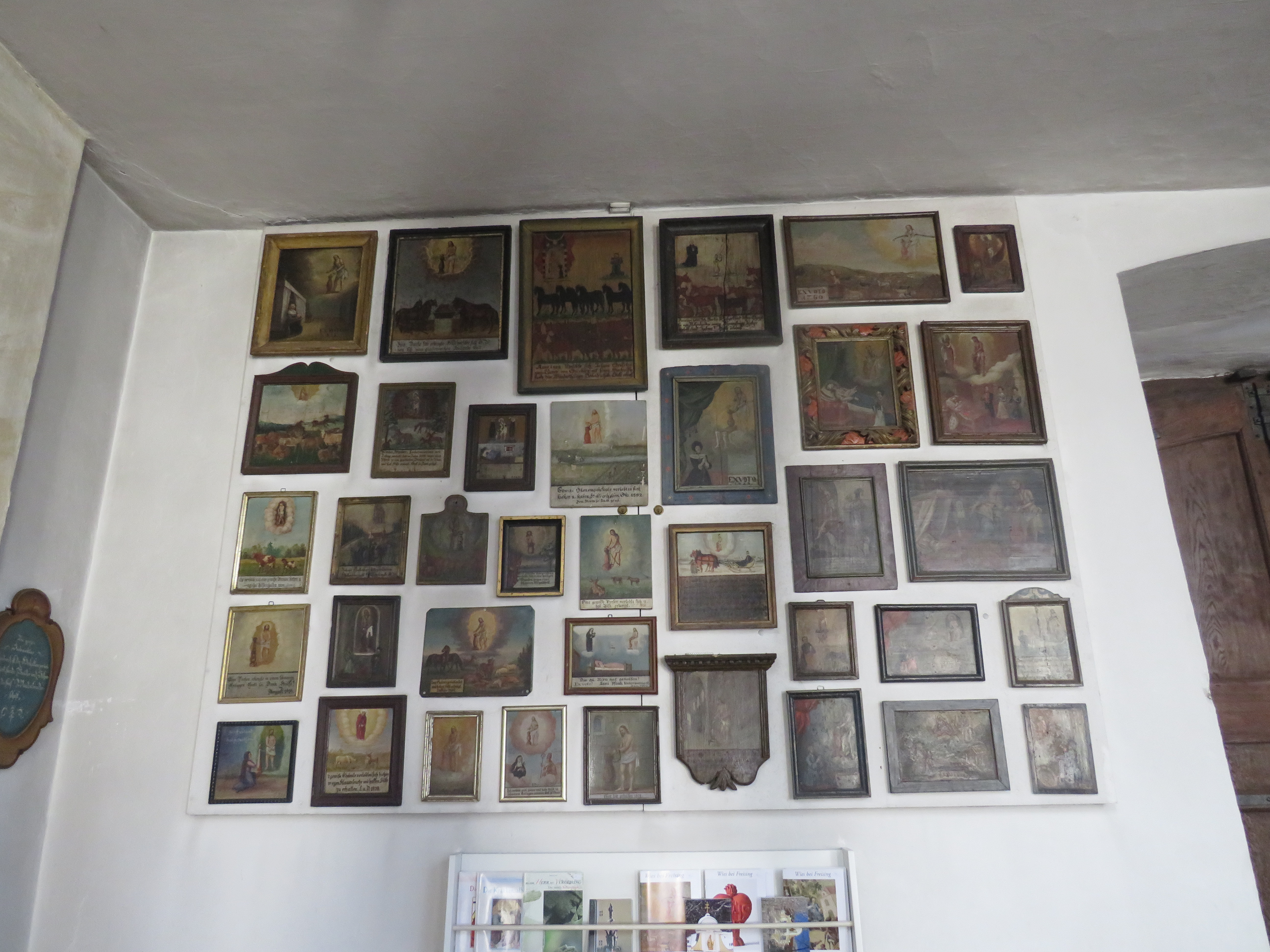
Votivtafeln in der Wieskirche